# Two Logan Square
Pour les articles homonymes, voir Logan Square.
Le Two Logan Square est un gratte-ciel de 133 mètres de hauteur construit à Philadelphie aux États-Unis en 1987.
L'architecte est Kohn Pedersen Fox